# 2 de desembre
El 2 de desembre és el tres-cents trenta-sisè dia de l'any del calendari gregorià i el tres-cents trenta-setè en els anys de traspàs. Resta 29 dies per acabar l'any.

## Esdeveniments
Països Catalans
- 1307 - Barcelona: Jaume el Just ordena la persecució de l'Orde dels Templers a la Corona d'Aragó i l'expropiació de tots els seus béns.
- 1838. Xest, Foia de Bunyol: els carlins capitanejats per Francesc Tallada i Forcadell perden la batalla de Xest a la Primera Guerra Carlina.
- 1976 - Barcelona: Obre portes el Teatre Lliure, amb l'estrena de Camí de nit -1854, i amb el lideratge de Fabià Puigserver, amb Carlota Soldevila, Lluís Pasqual i Pere Planella.[1]
- 1977 - Barcelona: l'autoritat militar fa empresonar Albert Boadella, director d'Els Joglars, perquè considera que La Torna, estrenada feia dos dies, no s'ajusta al permís concedit.
- 1982 - Barcelona: Pasqual Maragall i Mira esdevé alcalde de Barcelona.[2]
- 2001 - Sabadell: va aparèixer el cos d'Elena Jubany.

Resta del món
- 1805, Austerlitz, Moràvia, República Txeca: L'exèrcit francès, dirigit per Napoleó, venç en la batalla d'Austerlitz contra els exèrcits russos i austríac i que va significar la destrossa de la Tercera Coalició.[3]
- 1851, París, França: Lluís Napoleó Bonaparte dissol l'Assemblea Nacional i assumeix poders dictatorials.
- 1852, París, França: Lluís Napoleó Bonaparte es proclama Emperador del Segon Imperi Francès amb el nom de Napoleó III.
- 1936, La Corunya: és afusellat pels militars franquistes el diputat republicà gallec José Miñones Bernárdez.
- 1957, vora Castro Urdiales: mor el darrer maquis de Cantàbria, Francisco Bedoya Gutiérrez.

- 2015, San Bernardino, Califòrnia: Matança de San Bernardino, dues persones assaltaren un centre comercial a que es saldà amb la mort de 14 persones, i divuit ferits.[4][5]

## Naixements
Països Catalans
- 1753 - Alacant: Francisco Javier Balmis, metge militar i cirurgià honorari de Carles IV.
- 1858 - Alberic, Ribera Alta: Francesc Badenes i Dalmau, escriptor i poeta valencià.
- 1898 - Budapest, Imperi Austrohongarès: Ferenc Plattkó Kopiletz, futbolista hongarès dels anys 20 i 30 i entrenador.
- 1899 - Los Cayos, Haití: Bella Dutton, tennista instal·lada a Barcelona, pionera del tennis femení català (m. 1982).[6]
- 1921 - València: Lola Gaos, actriu valenciana de teatre, cinema i televisió, de reconegut prestigi internacional (m. 1993).[7]
- 1922 - Barcelona: Joan Colomines i Puig, escriptor, metge i polític català (m. 2011).[8]
- 1928 - Barcelona: Aurora Altisent, pintora, dibuixant i escultora catalana (m. 2022).[9]
- 1932 - Sabadell: Albert Taulé i Viñas, sacerdot i músic català (m. 2007).
- 1940 - Xàtiva: Raimon, cantant valencià.
- 1941 - Barcelona: Antònia Gimeno, jugadora i entrenadora de bàsquet catalana.[10]
- 1943 - Sabadell: Pep Torrents, actor català de teatre, televisió i cinema, amb una extensa trajectòria com a director i actor de doblatge.
- 1943 - Alzira: Elisa Ramírez Sanz, actriu valenciana.
- 1948 - Barcelona, Jorge Wagensberg, físic i museòleg català (m. 2018).[11]
- 1959 - Girona, Natàlia Molero i Lloret, escriptora i gestora cultural catalana (m. 2015).[12]
- 1966 - Ripoll, Joan Puigcercós i Boixassa, polític català.
- 1974 - Lleida, Montserrat Martín, gimnasta rítmica espanyola, campiona del món i bicampiona d'Europa.[13]

Resta del món
- 1562 - Alcaraz, Albacete: Oliva Sabuco, filòsofa, metgessa i humanista, autora de Nueva filosofía de la naturaleza del hombre.[14]
- 1825 - Rio de Janeiro (Brasil): Pere II del Brasil, segon i últim emperador brasiler (m. 1891).[15]
- 1859 - París, França: Georges Seurat, pintor francès, fundador del neoimpressionisme (m. 1891).[16]
- 1885 - Boston, Massachusetts (EUA): George Richards Minot, metge nord-americà, Premi Nobel de Medicina o Fisiologia de 1934 (m. 1950).
- 1891 - Untermhaus, Turíngia, Alemanya: Otto Dix, un dels grans pintors alemanys del segle xx (m. 1969).[17]
- 1902 - Madrid: Milagros Leal, actriu espanyola (m. 1975).[18]
- 1921 - Detroit, Míchigan: Isabella Karle, físicoquímica, cristal·lògrafa i investigadora nord-americana (m. 2017).[19]

- 1923 - Nova York (EUA): Maria Callas, soprano.[20]
- 1924 - Aarhus, Dinamarca: Else Marie Pade, compositora pionera de música electrònica.[21]
- 1928 - 
  - Sankt Pölten: Jörg Demus, pianista austríac (m. 2019).[22]
  - Trieste: Bianca Berini, mezzosoprano dramàtica italiana.[23]
- 1930 - Pottsville, Pennsilvània (EUA): Gary Becker, economista estatunidenc, Premi Nobel d'Economia de 1992 (m. 2014).
- 1942 - Madrid: Marisa Medina, presentadora de televisió, actriu i cantant espanyola.
- 1944 - Cerrcë, Kosovo: Ibrahim Rugova, polític kosovar, president d'aquesta regió independent de facto fins a la seva mort.[24]
- 1948 - Praga, Txecoslovàquia: Antonín Panenka, futbolista txecoslovac, famós per la seva forma de convertir el penal que donà la victòria a la selecció de Txecoslovàquia a la final de l'Eurocopa de Futbol de 1976.
- 1950 - Santianes de Pravia, Astúries: Olvido García Valdés, escriptora espanyola coneguda especialment per la seva obra poètica.[25]
- 1951 - Madrid: Isabel Tenaille, presentadora de televisió espanyola.
- 1958 - Amarillo, Texas: George Saunders, escriptor nord-americà.[26]
- 1971 - Hoboken: Pia Guerra, dibuixant de còmics estatunidenca.[27]
- 1973:
  - Novi Sad, Sèrbia: Monica Seles, tennista que va arribar a ocupar el número 1 del rànquing mundial.[28]
  - Rostock, República Democràtica d'Alemanya: Jan Ullrich, ciclista alemany.
- 1975 - La Paz: Gabriela Montaño, política boliviana, que ha estat presidenta de les Cambres de Senadors i Diputats de Bolívia.[29]
- 1978 - Victoria, Colúmbia Britànica (Canadà): Nelly Furtado, cantant canadenca.
- 1979 - Bakú: Sabina Babayeva, cantant azerbaidjanesa.
- 1981 - McComb, Mississipi (EUA): Britney Spears, cantautora de pop, ballarina i actriu estatunidenca.[30]
- 1984 - Kíiv: Marina Serhíivna Viazovska, matemàtica ucraïnesa, premiada amb la Medalla Fields.[31]

## Necrològiques
Països Catalans
- 1925 - Sant Feliu de Guíxols: Juli Garreta, compositor català (n. 1875).
- 1930 - Capellades: Amador Romaní i Guerra, descobridor de l'Abric Romaní de Capellades (n. 1873).
- 1932 - Madrid: Amadeu Vives, compositor i escriptor català (n. 1871).
- 1937 - Barcelona: Josep Comas i Solà, astrònom i divulgador científic català (n. 1868).
- 1938 - Sant Sebastià de Montmajor: Joan Vila i Cinca, pintor català (n. 1956).
- 1977 - Sabadell: Joan Miralles i Orrit, alcalde de Sabadell (n. 1903).
- 1988 - Barcelona: Núria Sagnier i Costa, escriptora i traductora catalana, i estudiosa de Wagner (n. 1902).[32]
- 1998 - Barcelona: Carola Fabra i Mestre, tennista catalana, filla gran de Pompeu Fabra.[33]
- 2001 - Sabadell: Helena Jubany i Lorente, periodista i bibliotecària catalana (n. 1974).[34]
- 2022 - Barcelona: Jaume Camps i Rovira, polític i advocat català (n. 1944).
- 2023 - Conca: Isabel Bas i Amat, il·lustradora i guionista catalana (n. 1933).

Resta del món
- 1515 - Granada, Corona de Castella: Gonzalo Fernández de Córdoba, el Gran Capità, militar i noble al servei dels Reis Catòlics (n. 1453).
- 1547 - Castilleja de la Cuesta, Corona de Castella: Hernán Cortés de Monroy i Pizarro, conquistador castellà que va encapçalar l'expedició que va causar la caiguda de l'Imperi asteca i de gran part del continent de Mèxic (n. 1485)
- 1810 - Hamburg (Alemanya), Philipp Otto Runge, uns dels pintors més importants del romanticisme primerenc alemany.
- 1814 - Charenton-Saint-Maurice (França): Marquès de Sade, aristòcrata, escriptor i filòsof francès (n. 1740).
- 1912 - Alhambra, Califòrnia: Alice B. Stockham, obstetra estatunidenca, pionera en la defensa de la sexualitat femenina.[35]
- 1918 - París, França: Edmond Rostand, dramaturg francès.[36]
- 1923 - Madrid: Tomás Bretón y Hernández, compositor i violinista espanyol (n. 1850).
- 1948 - París: Germaine Gargallo, model pictòrica de molts artistes (n. 1880).[37]
- 1969 - Lima (Perú): José María Arguedas, escriptor i antropòleg peruà.
- 1982 - Ciutat de Mèxic, Mèxic: Marty Feldman, còmic, actor i director britànic (n. 1934).
- 1987 - Buenos Aires (Argentina): Luis Federico Leloir, metge i bioquímic argentí, Premi Nobel de Química de l'any 1970 (n. 1906).
- 1990
  - Woodland Hills (Los Angeles), Califòrnia, Estats Units: Robert Cummings, actor, director i productor estatunidenc (n. 1908).[38]
  - Sleepy Hollow, Nova York (USA): Aaron Copland,compositor estatunidenc (m. 1990).[39]
- 1993 - Medellín, Colòmbia: Pablo Escobar, narcotraficant colombià, fundador i líder del Càrtel de Medellín (n. 1949).
- 1996 - Madrid: Elena Soriano, escriptora espanyola, fundadora i directora de la revista El Urogallo (n. 1917).[40]
- 2004 - Bath, Somerset: Alicia Markova, ballarina, coreògrafa i professora de ballet del Regne Unit (n. 1910).[41]
- 2009 - Londres, Anglaterra: Eric Woolfson, compositor, cantant i cofundador del grup The Alan Parsons Project (n. 1945).
- 2020 - Authon, Françaː Valéry Giscard d'Estaing, president de la República francesa del 1974 al 1981 (n. 1926).[42]
- 2023 - Majadahonda: Concha Velasco, actriu, ballarina, cantant i presentadora de televisió espanyola (n. 1939).

## Festes i commemoracions
- Dia Internacional per a l'Abolició de l'Esclavitud
- Onomàstica: sants Habacuc, profeta; Silveri I, papa; Blanca de Castella i d'Anglaterra; Bibiana, verge i màrtir; beats Joan de Ruisbroek, canonge i prevere; Maria Àngela Astorc, verge; sant Esteve Dušan, tsar de Sèrbia (només a l'Església Ortodoxa); sant Robert de Matallana (venerat en l'Orde del Cister).